# King Køng
King Køng war eine deutsche Rock-Band. Relative Bekanntheit erreichte sie vor allem durch ihren Leadsänger Jan Vetter, der Mitglied der Band Die Ärzte ist.
Die Band wurde 1989 gegründet und parallel zur Wiedervereinigung der Ärzte 1993 faktisch aufgelöst. Fragmentartig finden sich Stil, Textideen und selten ganze Liedpassagen (siehe z. B. Up to You → Manchmal haben Frauen …) der Songs von King Køng in den danach entstandenen Ärzte-Alben wieder. Charakteristisch waren die beiden Leadstimmen von Jan Vetter und Christian „Flo“ Florie sowie der vor allem auf dem letzten Album Life Itself Is Sweet, Sweet, Sweet virtuos gespielte Bass von Jack Reznicek. Darüber hinaus war das ausgeprägte rhythmische Zusammenspiel zwischen Gitarre(n) und Schlagzeug ein Alleinstellungsmerkmal. Gewöhnlich sang der jeweilige Komponist seine Komposition selbst – ähnlich, wie es auch bei den Ärzten praktiziert wurde und wird, allerdings ausschließlich in englischer Sprache.
King Køng war in erster Linie eine Liveband, die Spaß daran hatte, ihr Publikum mit textlichen und musikalischen Variationen zu den Studioversionen ihrer Songs zu überraschen.

## Geschichte

### Aktive Zeit (1989–1992)
Die Band wurde im Jahr 1989 von dem vorherigen Ärzte-Gitarristen Jan Vetter (Gesang/Gitarre), dem vorherigen Ärzte-Produzenten Uwe Hoffmann (Schlagzeug), Christian „Flo“ Florie-Albrecht (Gesang/Gitarre) und Ruprecht (Bass) gegründet.
Jan Vetter legte seinen Künstlernamen Farin Urlaub ab, um sich von dem Image der Ärzte zu distanzieren. Im Februar 1990 kam das erste Album King Who? auf den Markt, gefolgt von der ersten Tournee 4 Cro-Magnon-Menschen zerstampfen das Universum Ende April, bei der zu der Zeit noch größere Veranstaltungsorte gebucht wurden. Wider den Erwartungen des Managements blieben diese weitgehend leer. Ruprecht verließ nach Vollendung der ersten Tour, die rund einen Monat lang dauerte, die Band. Seine einzige Komposition für King Køng namens Call it a day wurde seither von der Band nicht mehr live gespielt. Seine Position nahm Hans-Jürgen Reznicek von der Band Silly ein, deren Album Hurensöhne zu dieser Zeit von Hoffmann produziert wurde. Vermutlich hatte „Jack“ Rezniceks Bandmitgliedschaft zunächst den Status eines Gastmusikers, da er auf dem Außencover des 1991 veröffentlichten zweiten Albums General Theory nicht zu sehen war, obwohl er schon bei der Mitte Oktober 1990 angegangenen Clubtour als Bassist engagiert gewesen war. Die Vinyl-Version von General Theory zeigt allerdings im Innencover ein Bild von ihm.
Der Fehlstart der Band hinterließ Spuren in deren Musik. Während King who? sich gut gelaunt, knallgelb und mit grünem Monster auf dem Cover präsentierte und schnelle, eingängige und (bis auf die einzige Ausnahme Remember, bei der eine gescheiterte Beziehung thematisiert wird) unbeschwerte Songs darbot, deutete schon der Titel des 1991 veröffentlichten Nachfolgers General Theory auf ein introvertierteres Werk hin. Die Küchenschabe („Cockroach“) wurde zum Bandmaskottchen, das neue Album präsentierte sich in sattem Schwarz mit einem Hochkontrastporträt der vorübergehend dreiköpfigen Band. Obwohl der Humor, repräsentiert in Liedern wie Hello!, Idiot, Crocodile Airlines und Easy, nicht gänzlich verschwunden ist, sind Themen wie Kindesmissbrauch (She smiles), Rache (Remember), Selbstmordgedanken (No more (muddlin' thru), Rachel) und Faschismus (Fascist, nur auf der CD-Version) dominierend für den Charakter des Albums. Beim Opener People sind die Gitarren weniger stark verzerrt, aber lauter, womit sie deutlich mehr in den Vordergrund treten, als es bei King who? noch der Fall war.
Die Besucherzahlen auf der nachfolgenden Cockroaches-all-over-Tour stagnierten im Vergleich zum Vorjahr. Auch die verkauften Tonträger blieben weiterhin hinter den Erwartungen zurück. Als Konsequenz kündigte die Plattenfirma BMG Ariola King Køng den Plattenvertrag. Damit avancierte das Projekt King Køng von dessen Bandmitgliedern zwangsweise immer mehr zum Hobby.
1992 veröffentlichen King Køng auf dem eigens gegründeten Label „Gringo Records“ als Independent-Band das Album mit dem trotzigen Namen Life Itself Is Sweet Sweet Sweet. Ebenso trotzig sind auf dem Cover alle vier Musiker lachend, mit nacktem Oberkörper, mit Blumen geschmückt und auf einem Teppich liegend zu sehen. Darüber hinaus enthält das Album fünf Titel mehr als die beiden Vorgänger mit ihren jeweils 13 Titeln (die Vinylversion von General Theory hatte nur 12 Tracks). Aus Kostengründen wurde das Album lediglich als CD veröffentlicht, das Booklet musste ohne Songtexte auskommen (die Songtexte konnte man sich als einfache Fotokopie von der Band zuschicken lassen). Stilistisch orientiert es sich mehr an den damals modernen Interpretationen des Rock, z. B. von Red Hot Chili Peppers oder Rage Against the Machine, ist also – zumindest in der ersten Hälfte des Tonträgers – deutlich rhythmischer angelegt. Die Schwere von General Theory ist nicht mehr wahrzunehmen, obwohl auch auf diesem Album sozialkritische oder anderweitig politische Themen (Galloping Rhinos, What's Mine, Big Shot) sowie langsamere Songs bis hin zu Balladen (Up To You, Told You Before) zu hören sind. Life Itself Is Sweet, Sweet, Sweet war das vielseitigste und am aufwändigsten produzierte Album von King Køng, dennoch ist es mit einer Pressung von nur 3000 Exemplaren auch das erfolgloseste. Ohne es damals schon zu wissen, traten die Bandmitglieder im Oktober 1992 ihre letzte Tour an und gaben am 29. November 1992 im Berliner „Loft“ ihr Abschiedskonzert.

### Nachlass (seit 1993)
Infolge des Misserfolges und der von Jan Vetter angestoßenen Reunion der Ärzte lag King Køng seitdem auf Eis. Jan spielte ab 1993 wieder unter dem Pseudonym Farin Urlaub bei seiner vorherigen Band, die ihre Erfolge aus den 1980er-Jahren noch mehrfach übertraf. Hoffmann wurde erneut deren Produzent. Noch Jahre später beteuerte Jan, King Køng nicht aufgegeben zu haben. Flo, der nach der Reunion der Ärzte den Kontakt zu Jan Vetter abbrach, ließ sich allerdings nicht überzeugen, weiterzumachen. 1999 erklärte Jan alias Farin die Band für aufgelöst.
Die King-Køng-Alben King Who? und General Theory sind seit dem 24. März 2006 als Re-Release wieder im Handel erhältlich. Das dritte Album soll ebenfalls wiederveröffentlicht werden, wobei es noch keinen Veröffentlichungstermin gibt. Jahrelang scheiterte eine Wiederveröffentlichung der Alben, die von Seiten der Bandmitglieder (v. a. von Jan Vetter) immer wieder angestrebt wurde, an rechtlichen Gründen und dem Einspruch der BMG Ariola.

### Kuriositäten
- Die Texter und Komponisten der Songs wurden auf den Alben und Singles nie im Klartext, sondern mittels wechselnder Pseudonyme genannt:
  - Jan Vetter: Muff Potter, Stanley Beamish, Arthur Pewty
  - Christian Florie: Sam Hawkens, Bronco Lehn, Arthur Dent
  - Ruprecht: Mathieu
  - Alle Bandmitglieder zusammen: Immegin Olsepippel (in Anspielung an die Zeile „Imagine all the people“ aus John Lennons Lied Imagine)

- Auf jedem der drei veröffentlichten Alben gab es ein Lied namens Remember, welches aber inhaltlich und musikalisch nichts mit den gleichnamigen Songs der anderen Alben zu tun hatte.

- Obwohl die Band kommerziell alles andere als erfolgreich war, wurde deren Lied Peels im Jahr 1990 bei der von SDR und DT64 gemeinsam initiierten Hörerhitparade Top 2000 D auf Platz 1393 gewählt.[1]

## Diskografie

### Alben
- 1990: King Who? (Re-Release 2006)
- 1991: General Theory (Re-Release 2006)
- 1992: Life itself Is Sweet, Sweet, Sweet!

### Singles
- 1990: Peels (Vinyl-Promosingle)
- 1990: Promo-CD zum Album King Who?
- 1990: Money (Vinyl-Promosingle)
- 1990: Money/Underground
- 1990: The Complete Mahaze Vol. 1 (auf 1000 Exemplare limitierte Vinyl-Tour-Single, die während der Herbst-Tournee verkauft wurde)
- 1991: Promo-CD zum Album General Theory
- 1992: Don’t Let Me Be Misunderstood (Promo-CD – vom Inhalt her identisch mit The Complete Mahaze Vol. 1 zzgl. einer Kurzversion von Don’t Let Me Be Misunderstood)

### Soundtrack zuManta Manta
King Køng steuerte zu dem Soundtrack des Films Manta Manta einen Song (unter dem Pseudonym Die Motoristen) hinzu.
- 1991: Wir fahren Manta Manta (auch auf dem entsprechenden Soundtrack-Album)